# Arnsdorf (Striegistal)
Arnsdorf ist ein Ortsteil der Gemeinde Striegistal im Landkreis Mittelsachsen in Sachsen. Der Ort schloss sich am 1. Januar 1994 mit fünf weiteren Orten zur Gemeinde Tiefenbach zusammen, die wiederum seit dem 1. Juli 2008 zur Gemeinde Striegistal gehört.

## Geographie

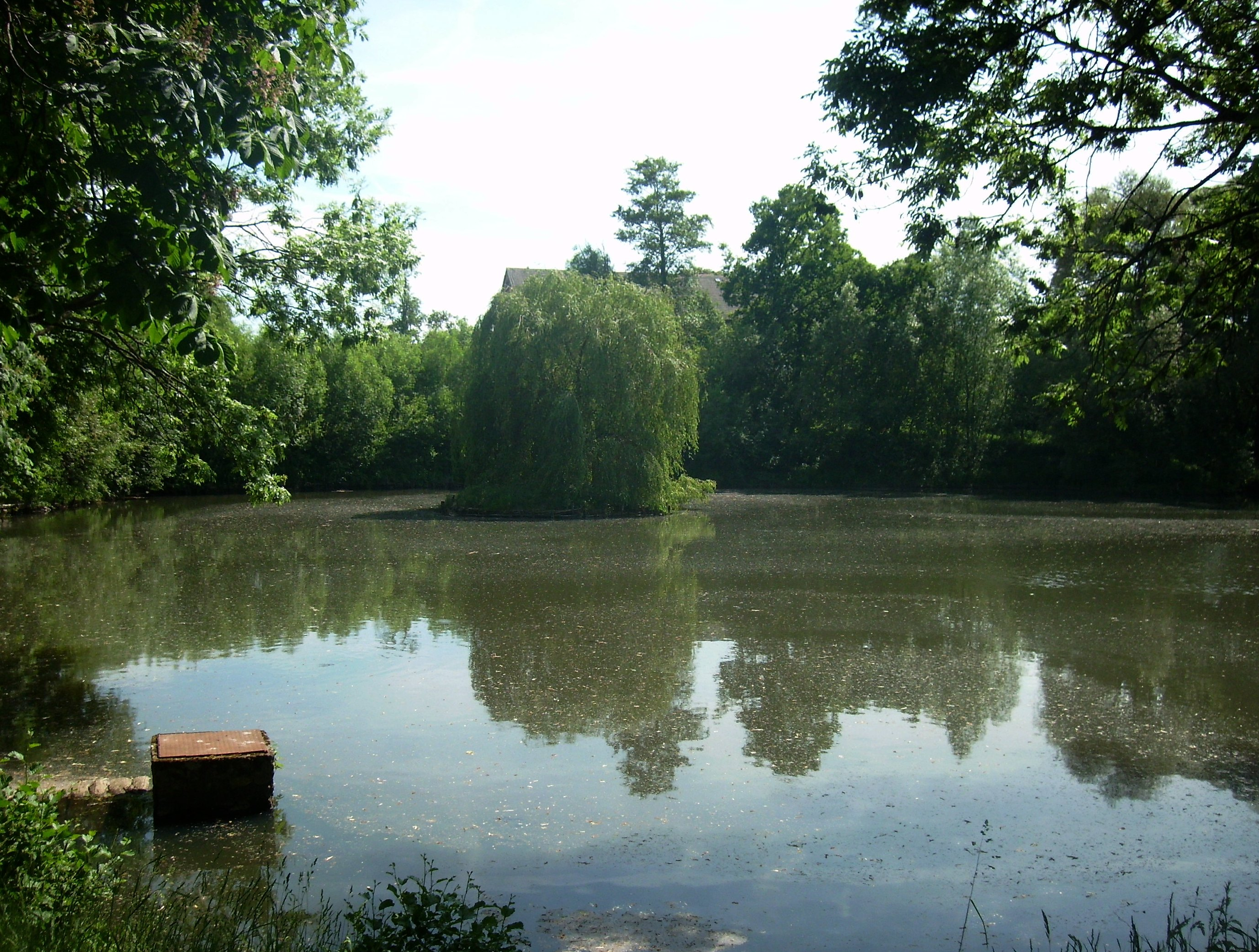
Teich in Arnsdorf

### Geographische Lage und Verkehr
Arnsdorf liegt im Westen der Gemeinde Striegistal. Östlich des Orts befindet sich das Tal der Großen Striegis und der Kleinen Striegis, welche sich östlich von Arnsdorf zu Striegis vereinigen.
Im Tal der Striegis bei Arnsdorf befindet sich der stillgelegte Teil der Bahnstrecke Roßwein–Niederwiesa. Durch Arnsdorf selbst verläuft die Bundesstraße 169, welche beim südlichen Nachbarort Schlegel die Bundesautobahn 4 unterquert.

### Nachbarorte
| Greifendorf | Dittersdorf                                 | Böhrigen    |
|             | Kompassrose, die auf Nachbargemeinden zeigt | Berbersdorf |
|             | Schlegel                                    | Kaltofen    |

## Geschichte

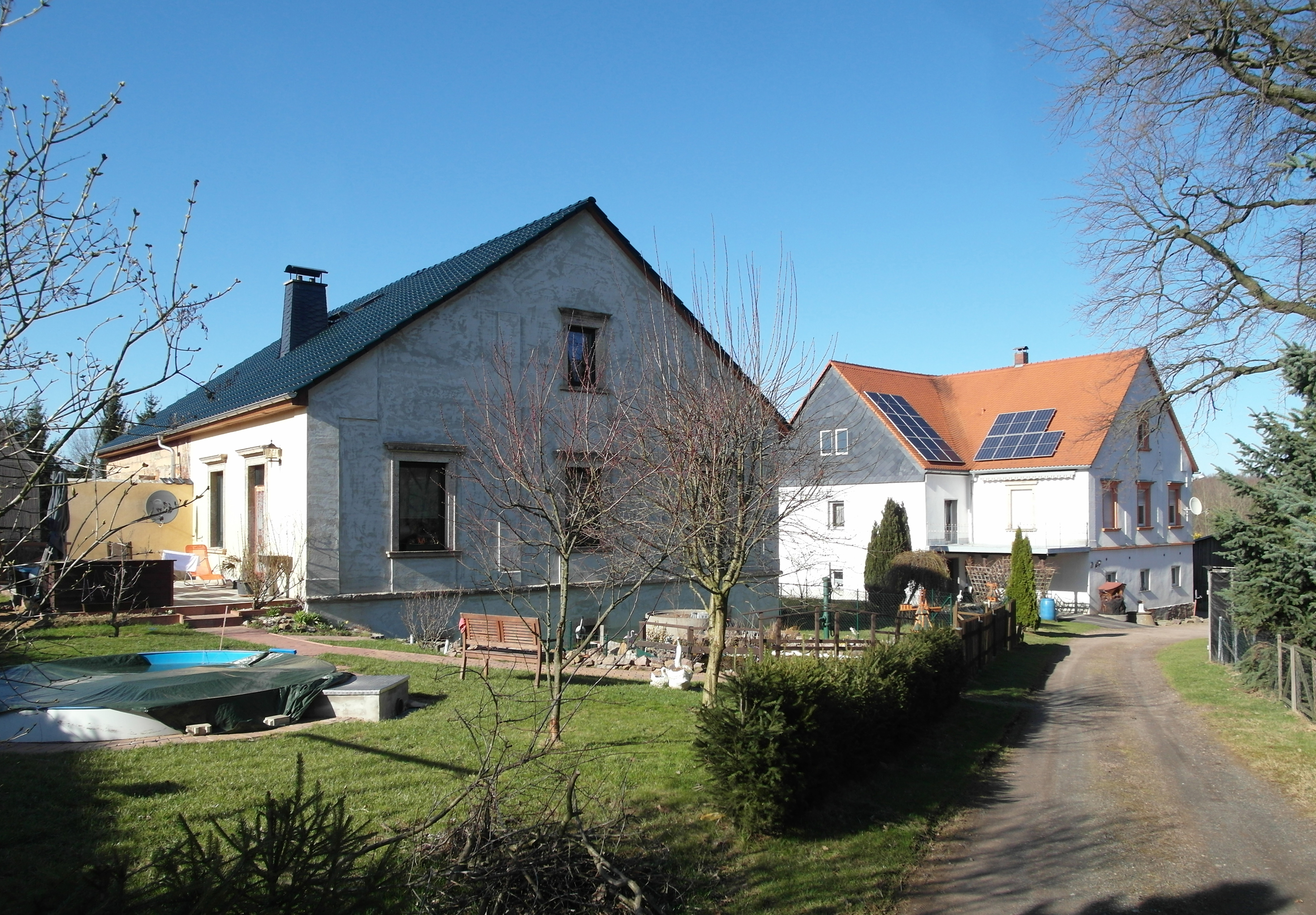
Schlossrest des Ritterguts Arnsdorf

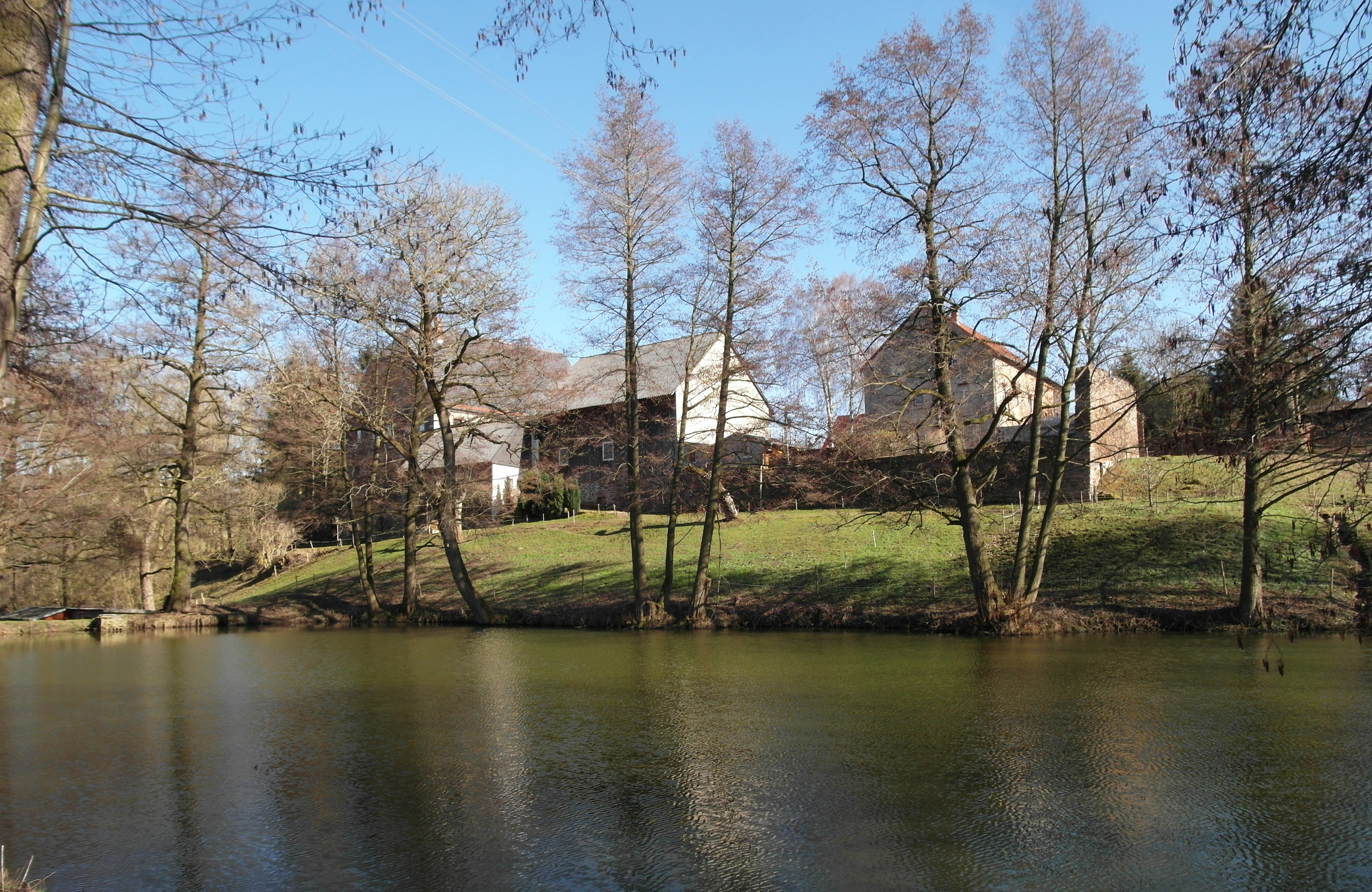
Arnsdorf, Fischteiche des Ritterguts

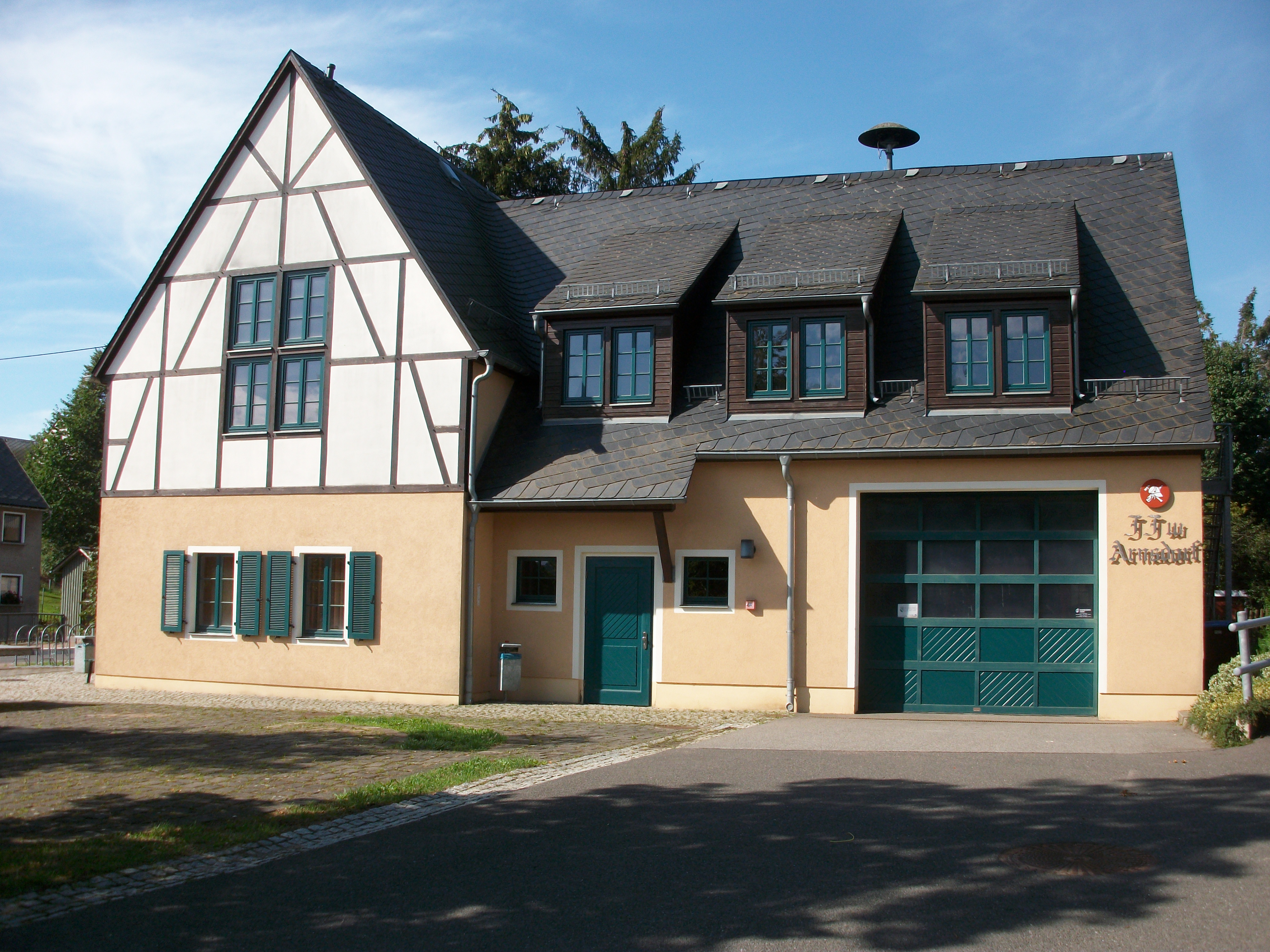
Dorfgemeinschaftshaus und Freiwillige Feuerwehr Arnsdorf (Striegistal)

### 12. bis 18. Jahrhundert
Die Besiedlung des nach dem Lokator Arndt benannten Waldhufendorfs Arnsdorf setzte unter dem Markgraf von Meißen, Otto dem Reichen zwischen 1156 und 1162 ein. Erstmals urkundlich erwähnt wurde der Ort jedoch erst im Jahr 1348 unter dem Namen „Arnoldisdorf“. In dieser Urkunde wurden die beiden Ritter Reynhard und Theoderich von Honsberg als Lehnsnehmer erwähnt. Die Herren von Honsberg waren einflussreiche Bergherren in Freiberg. Arnsdorf wurde zeitlich vor der Stiftung des Klosters Altzella im Jahr 1162 besiedelt. Inmitten des klösterlichen Besitzes bildete Arnsdorf somit eine wettinische Enklave.
Die ersten Besitzer des Rittersitzes in Arnsdorf waren die Herren von Maltitz, auf die um 1300 die Herren von Honsberg folgten. Beide adlige Familien waren Ministeriale der Markgrafen von Meißen. Im Jahr 1428 wurde eine Kapelle im Rittergut erwähnt. Gemeinsam mit der Stadt Hainichen wurde die Herrschaft Arnsdorf im Jahr 1435 an Hans von Maltitz verkauft, welcher die Herrschaft aus wirtschaftlichen Gründen, ohne Hainichen, im Jahr 1443 an Günther und Hans von Zaßnitz verkaufte. Zur Grundherrschaft des Ritterguts Arnsdorf gehörten neben Arnsdorf die verstreut im Amt Nossen liegenden Vorwerke Gersdorf, Falkenau, Ottendorf und Irbersdorf sowie die Ober- und Niedergerichte. Die fünf Orte der Herrschaft Arnsdorf gehörten ursprünglich zum kursächsischen Amt Döbeln. Nach der Säkularisation des Altzellaer Klosterbesitzes im Jahr 1540 lagen die Dörfer der Herrschaft Arnsdorf als Exklaven im neu gegründeten Amt Nossen. Nachdem das Amt Döbeln im Jahr 1588 mit dem Amt Leisnig vereinigt wurde, unterstand die Herrschaft Arnsdorf der Verwaltung des Döbelner Bezirks des Amts Leisnig.
In der Zeit der Herren von Zaßnitz entstanden in Arnsdorf u. a. eine Mühle an der Kleinen Striegis (1521) und die Rittergutsschäferei (1542). Im Jahr 1578 kaufte das Rittergut Arnsdorf das Schenkgut (ehemalige Försterei) mit allen Rechten, u. a. dem Braurecht. Zwischen 1596 und 1609 war das Rittergut Arnsdorf im Besitz von Georg von Knobelsdorf, danach gehörte es der Familie Kölbel von Geising. Diese waren reiche Zinngrubenbesitzer und Exulanten aus dem böhmischen Teil des Erzgebirges. Im Jahr 1668 erwarb Georg Karl von Carlowitz das Rittergut Arnsdorf. Es blieb dann etwa ein Jahrhundert im Familienbesitz. Über Georg Karls Tochter kam es im Jahr 1747 an ihren Mann Georg Wolf von Tümpling.

### 19. Jahrhundert
Das Rittergut Arnsdorf kam im Jahr 1831 an den Enkel des Wolf von Tümpling, Ferdinand Freiherr von Beschwitz, verheiratet mit Auguste Amalie von Oppell-Wellerswalde, deren Nachfahren das Gut bis 1945 besaßen. Die Beschwitz erhielten Mitte des 19. Jahrhunderts durch den sächsischen Landesherrn den Freiherrentitel. Durch Unterstützung der Familie von Beschwitz wurde im Jahr 1843 eine Schule im Schenkgut (ehemalige Försterei) eingerichtet. 1847 erfolgte der Bau der alten Schule.
Arnsdorf gehörte wie die vier anderen Orte der Herrschaft Arnsdorf bis 1836 als Exklave zum kursächsischen bzw. königlich-sächsischen Amt Leisnig (Döbelner Gerichtsbezirk). Danach wurde der Ort durch Umgliederung in das ihn umgebende Amt Nossen integriert. Die Herren von Beschwitz traten die ihnen zustehende Patrimonialgerichtsbarkeit über die Dörfer der Herrschaft Arnsdorf am 6. Mai 1850 an den sächsischen Staat ab. Diese Gerichtsbarkeit ging in diesem Zuge an das Justizamt Nossen. Ab 1856 gehörte Arnsdorf zum Gerichtsamt Roßwein und ab 1875 zur Amtshauptmannschaft Döbeln, welche 1939 in Landkreis Döbeln umbenannt wurde. Unter Wolf Freiherr von Beschwitz (1823–1889) wurde Gut Arnsdorf zum Familienfideikommiss, einer juristischen Bestimmung zumeist auf Grundlage einer Stiftung zur Festlegung der Erbfolge und dem Ansinnen somit das Gut lange den Nachfahren zu erhalten. Inmitten der 1920er Jahre umfasste der Rittergutsbesitz des Max Freiherr von Beschwitz nach dem damaligen Landwirtschaftlichen Adressbuch 555 ha, davon 159 ha Wald. Verwalter war R. Eismann. Im Ort gab es noch zwei nennenswerte Höfe der Familien Emil Berndt und Max Nitzsche. Zum vorgenannten Gutsbetrieb gehörte noch eine Lehmgrube und ein Steinbruch. Zu Arnsdorf gehörten noch das 160 ha Gut Gersdorf sowie in Ottendorf ein Vorwerk mit 124 ha, beiden ebenso in der Amtshauptmannschaft Döbeln gelegen.

### 20. Jahrhundert bis zur Gegenwart

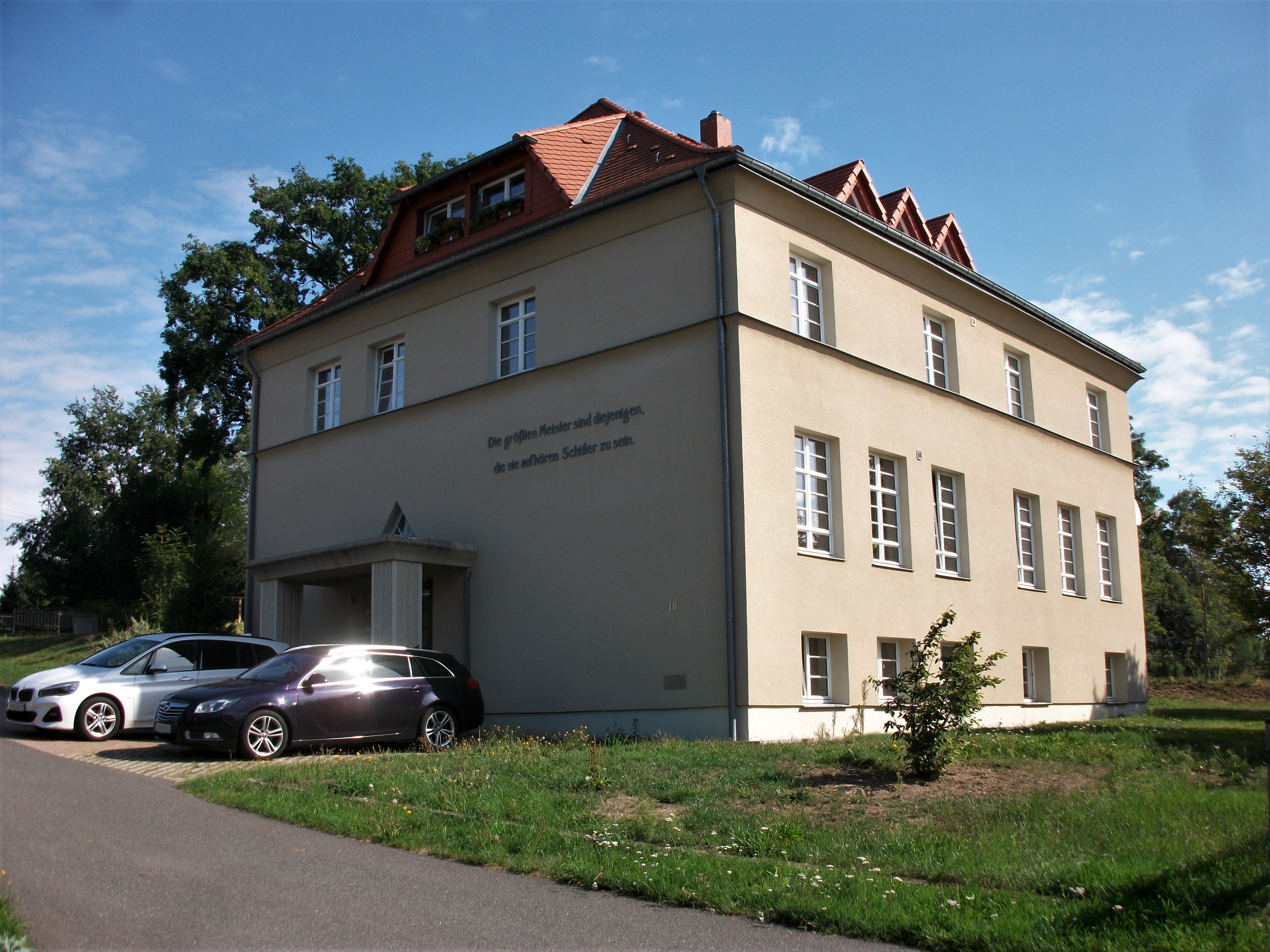
Ehemalige Schule Arnsdorf (Striegistal)

Die Freiwillige Feuerwehr von Arnsdorf wurde im Jahr 1924 gegründet. In den Jahren 1927 und 1928 erfolgte der Bau der neuen Schule. Die Familie des Max Freiherr von Beschwitz sen. (1859–1944), respektive sein gleinnamiger Sohn Max von Beschwitz jun. (1898–1980) und seine erste Ehefrau Marie-Agnes von Arnim-Suckow, besaß das Rittergut Arnsdorf bis zur Enteignung im Zuge der Bodenreform in der Sowjetischen Besatzungszone im Jahr 1945. Danach wurden auf dem Gutsgelände 26 Neubauernstellen eingerichtet. Das im Jahr 1891 durch Umbau entstandene Schloss im Stil der Neorenaissance wurde 1946 zerstört. Das Herrenhaus hingegen existiert bis in die Gegenwart. Nach 1945 kamen 140 Heimatvertriebene, sogenannte „Umsiedler“, nach Arnsdorf.
Mit der zweiten Kreisreform in der DDR kam die Gemeinde Arnsdorf im Jahr 1952 zum neu gegründeten Kreis Hainichen im Bezirk Chemnitz (1953 in Bezirk Karl-Marx-Stadt umbenannt). Der 1963 eröffnete Kindergarten wurde 1994 wieder geschlossen. Ebenfalls 1994 schloss die Grundschule des Orts.
Seit 1990 gehörte die Gemeinde Arnsdorf zum sächsischen Landkreis Hainichen, der 1994 im Landkreis Mittweida und 2008 im Landkreis Mittelsachsen aufging. Am 1. Januar 1994 schloss sich die Gemeinde Arnsdorf mit den Gemeinden Böhrigen, Dittersdorf, Etzdorf (mit Gersdorf), Marbach (mit Kummersheim) und Naundorf zur Gemeinde Tiefenbach zusammen. Die Gemeinden Tiefenbach und Striegistal wiederum schlossen sich am 1. Juli 2008 zur neuen Gemeinde Striegistal zusammen, wodurch Arnsdorf seitdem ein Ortsteil von Striegistal ist.